# 20 Exchange Place

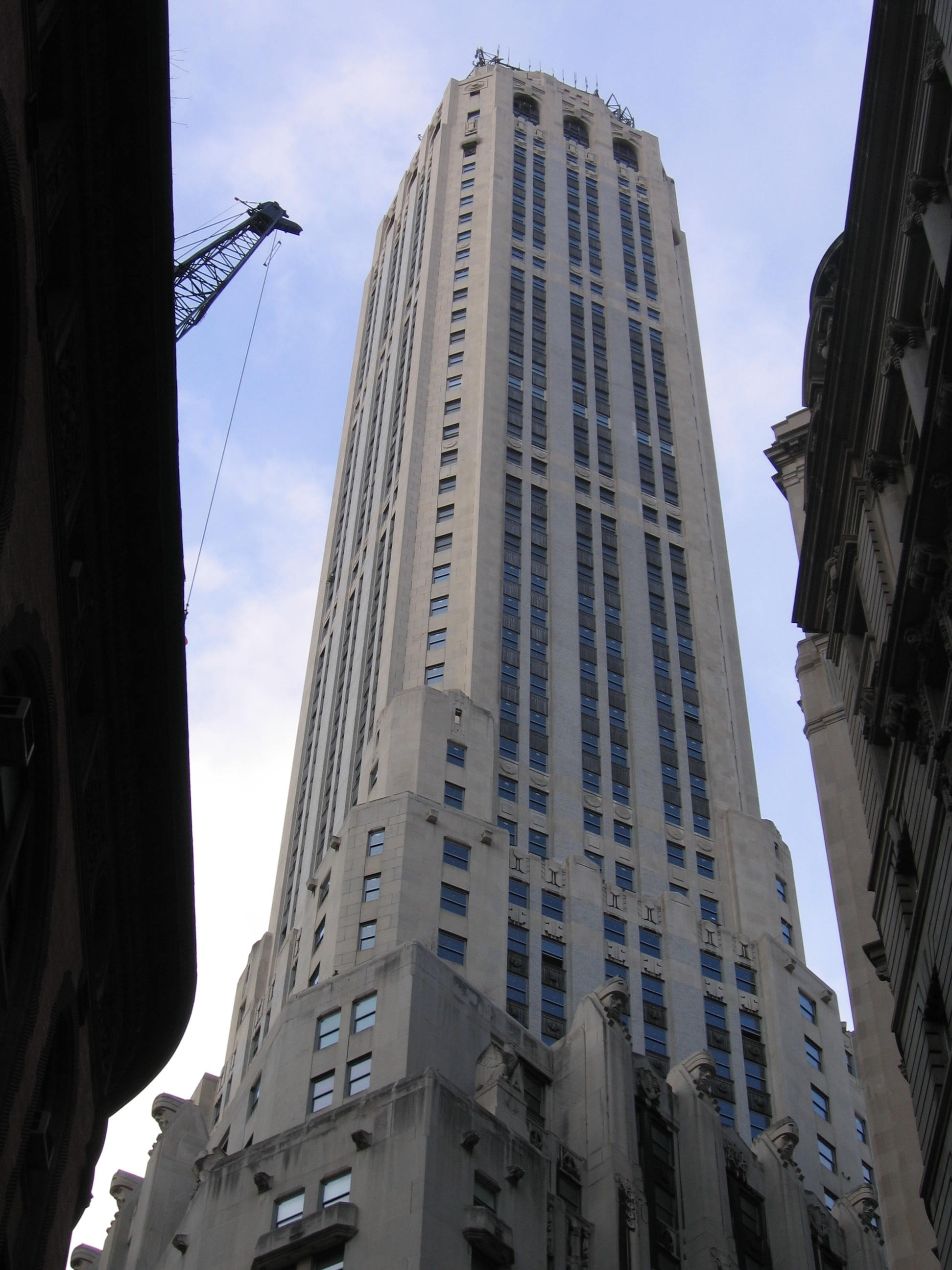
Vedere de la sol

20 Exchange Place (sau City Bank-Farmers Trust Company Building) este un zgârie-nori de 59 etaje înălțime (225,8 m) creat în stilul Art Deco, ce se află în New York City. A fost construit în anii 1930–1931 pentru a servi drept sediu al Băncii Naționale din New York. Proiectat de firma arhitecturală Cross and Cross, a fost clasificat ca având un stil „modern clasic”, cu ornamente slab evidențiate de art deco. În timpul proiectelor, se dorea ca edificiul să fie cea mai înaltă clădire din lume, măsurând 258 m, și să aibă vârful piramidal. Dar criza economică cu care Statele Unite ale Americii se confruntau atunci a făcut imposibil acest proiect, clădirea fiind construită până la 226 m, ceea ce însemna că era a patra clădire ca înălțime din lume. A fost printre zece cele mai înalte clădiri ale orașului până la începutul anilor '70. În 2011, clădirea era a șasea ca înălțime din Manhattan și a 27-a din New York City.
În prezent, etajele 16–57 au un caracter rezidențial și nu comercial, ca odinioară. De curând, fațada clădirii a fost reînnoită, fiind curățată de stratul de murdărie ce s-a adunat de-a lungul anilor.